# 盧超群
盧超群（英語：Nicky Lu，1953年—），生於英屬香港，台灣電機工程學者與企業家，為鈺創科技創辦人兼董事長。

## 生平
其家族出身福建省福州，三代為中醫。其父盧善棟為中國鑛冶工程學會理事長，其母唐又貞，其兄盧志遠為中央研院院士。其父曾任廣州 Expedo Inc. 經理，於1949年中華人民共和國建立時，移民英屬英港，任 Ronson brothers, Ltd 副經理。1954年，舉家移民至台灣台北市。大學就讀國立台灣大學電機系，於1975年以第一名成績取得工學士。隨後赴美國史丹福大學留學，取得電機系碩士及博士學位。畢業後，於1982至1990年間，於IBM研究中心工作，曾開發新型3D半導體記憶體細胞，發明插槽式DRAM架構，並實作出當時世界最快的DRAM，由IBM技術移轉給日本東芝與德國西門子。
1989年，其兄盧志遠受邀回台灣出任工研院電子所副所長，主持經濟部次微米計劃，發展DRAM產業技術。1990年，工研院招聘在美國的盧超群、趙瑚、毛敘、陳冠中、丁達剛等五人，進入次微米計劃，實現DRAM自行量產，並將台灣六吋晶圓技術提升至八吋晶圓。1991年，盧超群等五人自行創辦鈺創科技公司，由盧超群任董事長，投入DRAM產業。
1997年，與智原科技總經理石克強，清華大學研發長林永隆，三人共同創辦創意電子，進入SoC設計服務。
1999年與其兄盧志遠，其友秦曉隆及張季明，四人合資創立欣銓科技，從事晶圓測試。
2008年，併購凱鈺科技，任董事長。

## 榮譽
擁有24項美國專利，並曾於國際工程專刊上發表超過50篇專業論文。1991年獲電機電子工程師學會榮譽會員（IEEE Fellow）。1998年獲Donald O. Pederson Solid-State Circuits Award。
1999年獲選為美國國家工程學院院士。
2004年獲選為中華民國科技管理學會院士。
2015年，當選台灣半導體協會第九屆會長。
2019年，中華民國經濟部推動成立台灣人工智慧晶片聯盟，由盧超群出任會長。

## 家庭
其妻廖淑娟，兩人生有二子，長子盧冠達（Timothy K. Lu），麻省理工學院教授。么子盧冠傑。

## 相關事件

### 內線交易案
盧超群於2006年在得知鈺創科技營收下滑時，出售其妻廖淑娟名下鈺創科技股票三千張。2008年遭台北地檢署以內線交易罪名起訴。台北地院一審判決兩人無罪。